# Psychoda spicula
Psychoda spicula är en tvåvingeart som beskrevs av Quate 1967. Psychoda spicula ingår i släktet Psychoda och familjen fjärilsmyggor. Inga underarter finns listade i Catalogue of Life.